# 2,3-Dimethylhexan
2,3-Dimethylhexan ist eine chemische Verbindung aus der Gruppe der Alkane, genauer der Octane.

## Eigenschaften
2,3-Dimethylhexan ist eine leicht entzündbare, leicht flüchtige, farblose Flüssigkeit, die praktisch unlöslich in Wasser ist.

## Sicherheitshinweise
2,3-Dimethylhexan kann mit Luft ein explosionsfähiges Gemisch bilden. Die Verbindung hat einen Flammpunkt von 5 °C und eine Zündtemperatur von 435 °C.